# Белишкин, Юрий Владимирович
Юрий Владимирович Белишкин (род. 14 ноября 1946, Ленинград) — первый продюсер Виктора Цоя, директор группы «Виктор», автор книг афоризмов, директор Первой Лиги КВН.

## Биография
Юрий Белишкин родился 14 ноября 1946 года в Ленинграде.
Сотрудничал с Аллой Пугачёвой, командами «Аргонавты», «Песняры», «Ариэль», «Земляне».
В декабре 1979 стал директором эстрадного оркестра ДИСКО-1980.
В 1988 году стал главным администратором театра «Бенефис», организованного Михаилом Боярским и Александром Розенбаумом.
В том же году по приглашению гитариста Юрия Каспаряна стал директором группы «Кино». В конце года организовал первые афишные концерты группы. Больше года, с осени 1988-го по конец 1989-го, будучи директором «КИНО», провёл в обществе Виктора Цоя, о чём детально рассказано в книге «Виктор Цой». Наталья Васильева-Халл утверждает, что Цой уволил Белишкина («Виктор его потом быстро выгнал за свои дела»).
Организовал первый Фестиваль ВИА в Ленинграде с участием групп «Аргонавтов», «Землян», «Мифов» и «Санкт-Петербурга».
Был организатором последнего концерта Сергея Курёхина и последнего выступления Булата Окуджавы в Петербурге.
Почти 10 лет работал с рок-группой «ДДТ».
В 1990-х Белишкин организовывал концерты исполнителей разного жанра («от рок-групп до русского шансона»), а с 2000 года весьма специализировался на концертное представление программ КВН (с 2005 — директор Первой Лиги КВН).
По словам Андрея Бурлаки «Юрий Белишкин — одна из немногих фигур в истории петербургского рока, которая связывает между собой профессиональную и любительскую сцены, рок-н-ролл и другие сферы шоу-бизнеса».